# Ібраїмов Султан Ібраїмович
Султан Ібраїмович Ібраїмов (кирг. Султан Ибраимович Ибраимов; 20 вересня 1927, село Алчалу, тепер Чуйського району Чуйської області, Киргизстан — 4 грудня 1980, місто Чолпон-Ата, тепер Іссик-Кульської області, Киргизстан) — киргизький радянський державний і партійний діяч, голова Ради міністрів Киргизької РСР у 1978—1980 роках. Депутат Верховної Ради СРСР 8—10-го скликань.

## Життєпис
Народився в селянській родині. Трудову діяльність розпочав у 1943 році колгоспником колгоспі «Алчалу» Чуйського району, потім працював трактористом Донарицької машинно-тракторної станції (МТС). Член КПРС з 1954 року.
Закінчив Ташкентський інститут інженерів іригації та механізації сільського господарства.
У 1955—1957 роках обіймав посаду молодшого наукового співробітника Інституту водного господарства та енергетики Академії наук Киргизької РСР. Після цього перейшов на партійну роботу, з 1959 до 1961 року працював інструктором відділу науки, вищих навчальних закладів та шкіл ЦК КП Киргизії. Від 1959 до 1961 року був другим секретарем Аламудунського районного комітету КП Киргизії.
У 1961—1966 роках — міністр меліорації й водного господарства Киргизької РСР. Від 4 березня 1966 до 30 січня 1968 року був секретарем ЦК КП Киргизії. Після цього, з січня 1968 до вересня 1978 року — 1-й секретар Ошського обласного комітету КП Киргизії.
25 серпня — 22 грудня 1978 року — голова Президії Верховної ради Киргизької РСР. Від 22 грудня 1978 до вбивства 4 грудня 1980 року очолював Раду міністрів Киргизької РСР.
Депутат Верховної ради СРСР 8-10 скликань.
4 грудня 1980 року був убитий двома пострілами в голову у власному ліжку в урядовій резиденції на озері Іссик-Куль. Злочинець проник у будинок і застрелив спочатку водія Ібраїмова, який спав на першому поверсі й помітив сторонню особу. Дружина загиблого політика встигла побачити лише як злочинець вистрибнув у вікно. Під час розслідування вбивства Ібраїмова було проведено першу в Радянському Союзі біологічну експертизу відбитків пальців, що дало змогу встановити особу вбивці. Ним виявився місцевий житель Смагін, якого знайшли повішеним в електричці, що стояла в депо міста Чапаєвська (Куйбишевська область). Мотивом убивства було встановлено міжнаціональну ворожнечу, на що навів особистий зошит Смагіна з власноручним написом «Я буду вбивати киргизів, де б я їх не натрапив».

## Нагороди і звання
- Герой Киргизької Республіки (28.08.2019, посмертно)
- два ордени Леніна
- орден Жовтневої Революції
- два ордени Трудового Червоного Прапора
- медаль «За трудову доблесть»
- медалі